# Ecrectica
Ecrectica é um gênero de mariposa pertencente à família Acrolepiidae.